# Đàn sến
Tần cầm (秦琴, Bính âm: Qín qín) là nhạc khí dây gẩy xuất xứ từ Trung Quốc, nó có tên gọi khác là đàn hoa mai (梅花琴, Bính âm:Méihuā qín, Hán Việt: mai hoa cầm). Tương truyền Tần cầm Trung Quốc du nhập vào Việt Nam do người Triều Châu ở tỉnh Quảng Đông di cư sang Việt Nam.
Khi du nhập vào Việt Nam, đàn có tên gọi là đàn sến, thường dùng trong các dàn nhạc sân khấu tuồng, cải lương, đờn ca tài tử.

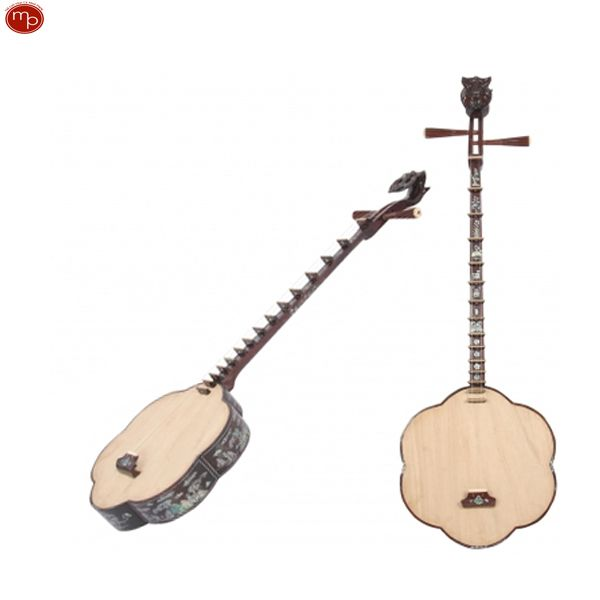
Đàn Sến

## Lịch sử của đàn sến Trung Quốc (Tần cầm)

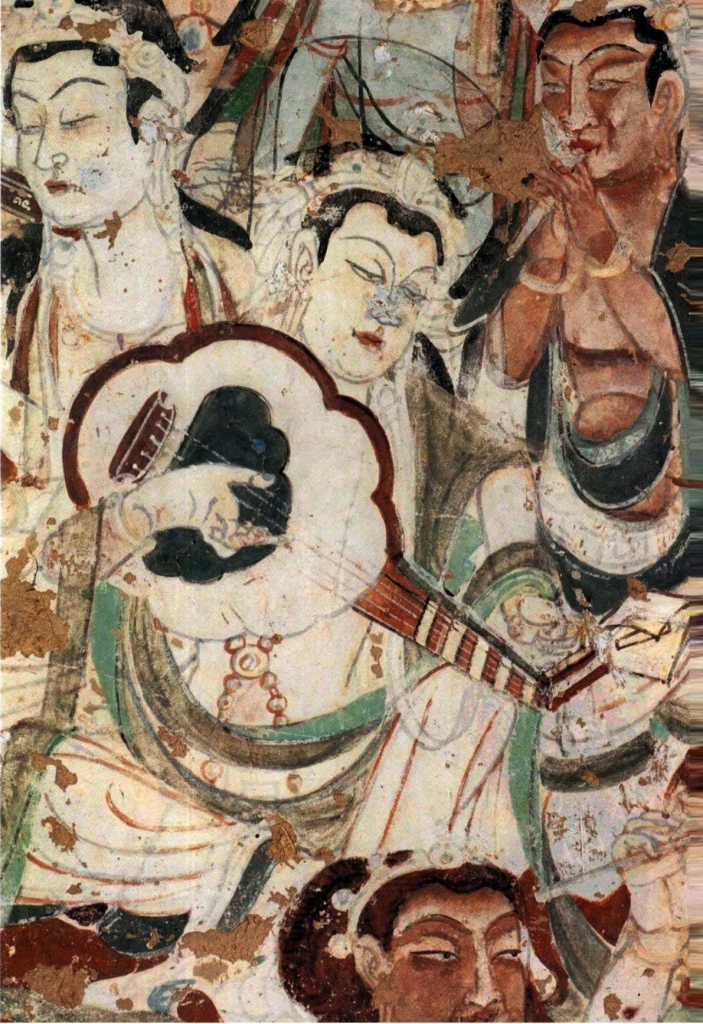
Tranh vẽ tiên nữ cầm đàn Liên hoa nguyễn 5 dây - tổ tiên của đàn sến (tần cầm). Đàn có cần ngắn và có phím (hang Mạc Cao, Đôn Hoàng)

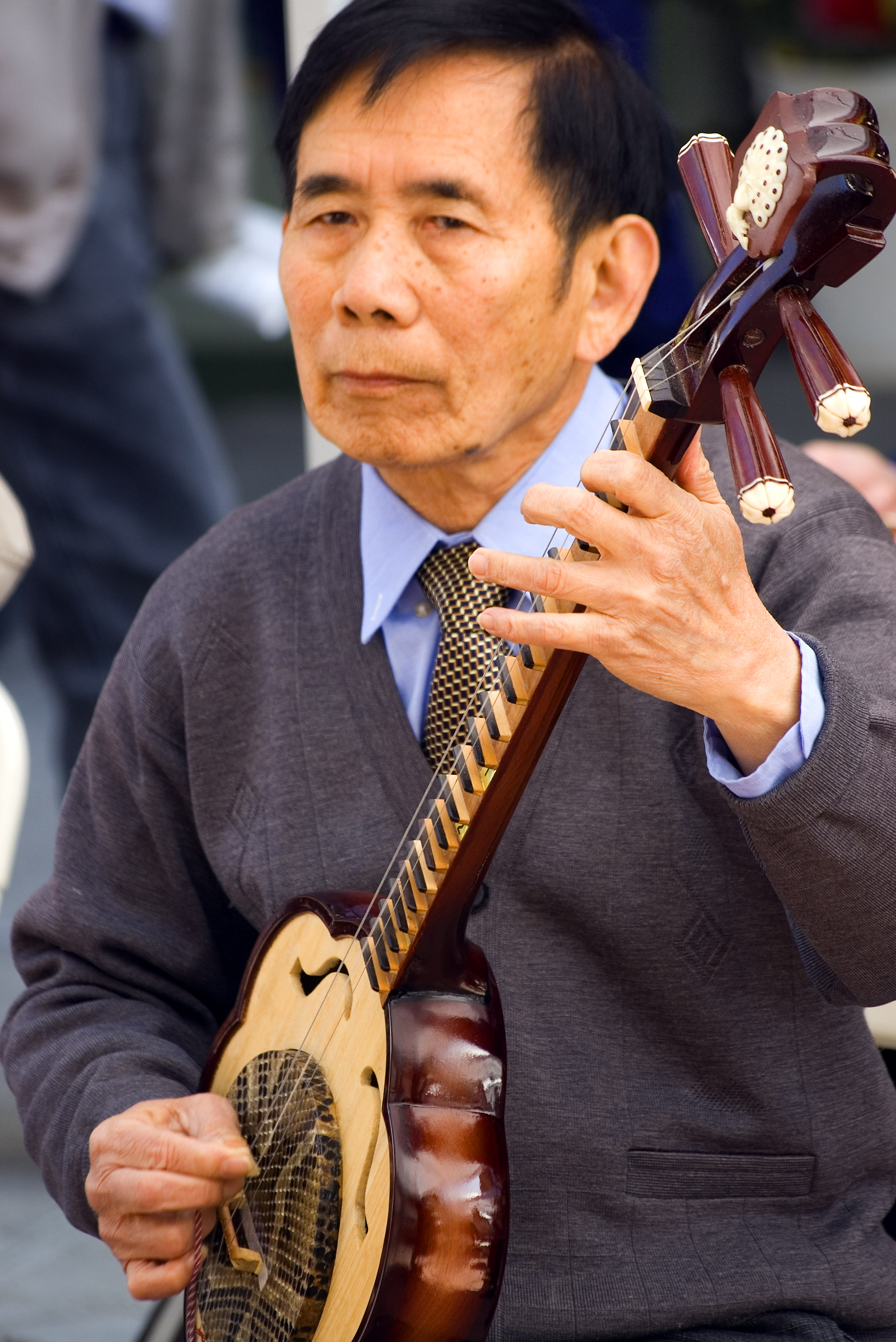
Một nhạc công người Quảng Đông chơi tần cầm trên đường phố ở San Francisco

Đàn xuất phát từ thời nhà Tần nên đàn mới có tên gọi là Tần cầm. Đàn ra đời vào năm 223 Trước Công nguyên và chưa biết ai chế tác ra nó. Tần cầm Trung Quốc thường diễn tấu theo hình thức độc tấu hay hoà tấu trong các buổi lễ lớn của cung đình Trung Hoa. Nó cũng là nhạc cụ đệm hát trong kinh kịch hay các bài dân ca Trung Quốc, hiếm khi dùng để diễn tấu ca khúc C-pop.
Lịch sử Trung Quốc cho rằng, 
tần cầm nguyên thủy có dạng từ đàn nguyễn với thùng đàn hình bông hoa và cần đàn cong gọi là đàn nguyễn hoa sen hay liên hoa nguyễn (莲花阮), cùng với đàn tỳ bà, hồ lô cầm, ống sênh, bài tiêu - tức sáo ống, và tiêu,... trong dàn nhạc thời Tần mà những loại nhạc cụ này được mô phỏng qua bức vẽ những tiên nữ và nhạc công chơi nhạc cụ trên bức bích hoạ ở hang Mạc Cao, tỉnh Đôn Hoàng, Trung Quốc.

## Cấu tạo
Hộp đàn hình hoa mai sáu cánh hoặc hình lục giác, đường kính 28 cm.
Mặt đàn và đáy đàn làm bằng gỗ nhẹ, xốp, để mộc. Thành đàn dày 6 cm, làm bằng gỗ cứng. Cần đàn dài 70 cm, trên mặt đàn có 17 phím bấm. Phím đàn được gắn dựa theo thang âm 7 cung chia đều. Đàn Tần cầm Trung Quốc có 3 hoặc 4 trục gỗ và số dây cũng tương tự nhưng sau khi về Việt Nam, qua 7, 8 thế kỷ người Việt dùng và bản địa hóa nó, tạo cho nó phong cách đặc thù trong thủ pháp, ngón đàn, tay nhấn nhá, trong thang âm điệu thức, biến nó trở thành một loại nhạc cụ bản địa mang tính dân tộc, phù hợp với quan điểm thẩm mỹ của người Việt, và nói rõ ngôn ngữ âm nhạc Việt Nam..

## Âm thanh
Tần cầm Trung Quốc vì dây bằng nilon bọc thép, nó được lên cách nhau một quãng 4 hoặc quãng 5: Do - Fa - Do1 hoặc Do - Sol - Do1. Trong khi đàn sến Việt Nam là dây nilon (cước) nên chỉ có 2 dây thì âm thanh sẽ là: Fa - Do1 hoặc Sol - Do1.

## Kỹ thuật diễn tấu
Khi diễn tấu nhạc công gẩy đàn bằng tay không, ít khi chơi đàn với móng gảy làm từ nhựa tạo ra âm sắc trong trẻo, tươi sáng.
Các kỹ thuật chơi tần cầm (đàn sến) gồm luân chỉ (輪指 vê ngón), luân chỉ hòa khiêu (輪指和彈 gảy và vê ngón),  "tỳ" (琵), đẩy những ngón tay của bàn tay phải từ phải sang trái & có thể sử dụng một hoặc vài ngón tay theo cách đó để đánh cùng lúc nhằm cho việc tạo đa âm (ngón bật), đánh chập nhanh bằng bốn ngón tay gọi là "tảo" (掃). Kết hợp giữa vê và đánh chập gọi là "tảo luân" (掃輪).
Cách diễn tấu của tần cầm (đàn sến) tương tự với tỳ bà, liễu cầm, hồ lô cầm, đàn nguyễn, đàn tam và đàn nguyệt.

## Sử dụng
Đàn sến chỉ dùng trong các dàn nhạc sân khấu tuồng, cải lương, đờn ca tài tử - âm nhạc cổ truyền miền Nam Việt Nam. Còn tần cầm (mai hoa cầm hay đàn sến Trung Quốc) thường dùng trong nhã nhạc cung đình hay các bài nhạc dân ca, cổ phong Trung Quốc.
Trong âm nhạc Quảng Đông, mai hoa cầm là một nhạc đệm thiết yếu cho cao hồ hoặc đàn tam thập lục Trung Quốc - dương cầm. Đặc biệt là khi nó thể hiện giai điệu mềm mại và đẹp, nó có hiệu ứng tốt.
Trong các ban nhạc dân tộc, Tần cầm thường chơi các giai điệu như sáo và đàn nhị, và chơi một phần nhịp điệu và phần hòa âm của nhạc đệm, hoặc giai điệu được chơi bởi các nhạc cụ khác.